# Takayama
Takayama (Japans: 高山市, Takayama-shi) is een Japanse stad, gelegen aan de oever van de rivier Miyagawa, in de prefectuur Gifu op het eiland Honshu. De stad heeft een oppervlakte van 2.179,67 km² en had eind 2008 ruim 94.000 inwoners. Qua oppervlak is Takayama de grootste stad van Japan. De dichtheid van 43,3 inwoners/km² is sterk vertekend doordat 92% van het bergachtige oppervlak bedekt is met bos.
Takayama ligt in een keteldal, centraal in de regio Hida. Om het van de andere Takayama's te onderscheiden wordt de stad wel Hida-Takayama genoemd.

## Geschiedenis

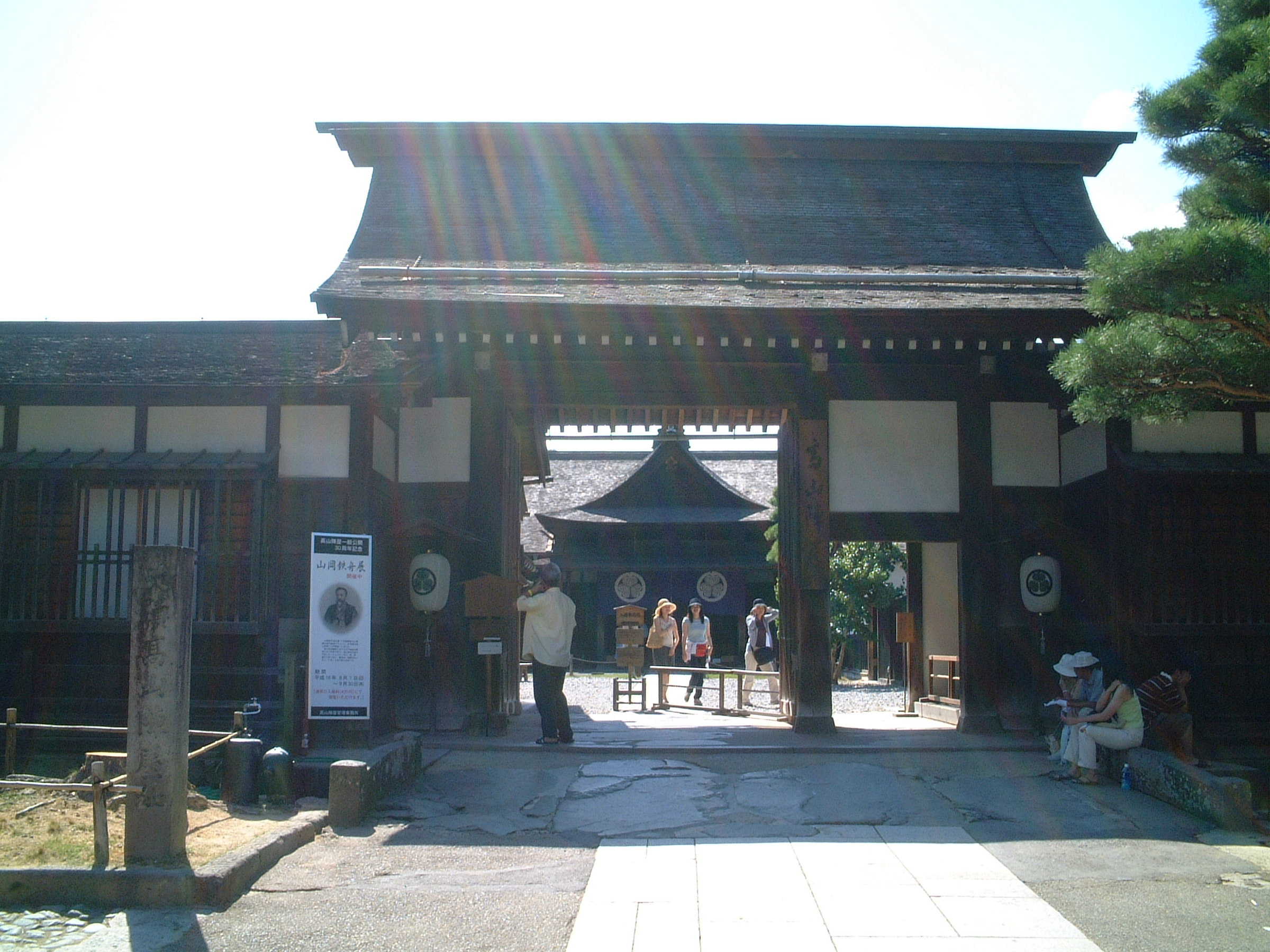
Takayama Jinja

In de stad zijn prehistorische vondsten gedaan; de eerste historische vermelding van Takayama is uit de zevende eeuw. In de 16e en 17e eeuw regeerden hier de daimyo's van de familie Kanamori de han Takayama in de provincie Hida. De voormalige samurai Nagachika Kanamori, die leefde in het Edo-tijdperk, heeft Furui Machinami gesticht. Furui Machinami, betekent oude stad en is gelegen ten oosten van de rivier Miyagawa. Het ligt op slechts 10 minuten lopen van het station van Takayama. De inrichting van dit oude stadsgedeelte en de breedte van de straten zijn eigenlijk ongewijzigd gebleven sinds het meer dan 400 jaar geleden werd gesticht. Hier kan men nog de sfeer proeven zoals die gedurende de Edo periode was. Binnen Furui Machinami is de Sanmachi-dori (Drie steden straten), bestaande uit de straten Kamisannomachi, Kamininomachi en Kamiichinomachi, de belangrijkste bezienswaardigheid van de stad. De straten, die veel van de Japanse architectuur behouden hebben uit de tweede helft van het Edo-tijdperk tot de vroege helft van het Meiji-tijdperk, zijn door de Japanse overheid aangewezen als een belangrijke wijk met historische gebouwen.
Uit deze periode komen de historische gebouwen zoals de Takayama Jinja. In de 18e en 19e eeuw kwam de stad onder de directe invloed van het Tokugawa-shogunaat.
Op 1 januari 1936 werd de gemeente Takayama, na samenvoeging met een buurgemeente, een stad (shi).
Op 1 april 1943 en 1 april 1955 annexeerde de stad een dorp.
Op 1 februari 2005 werd Takayama uitgebreid met de gemeentes Kuguno (久々野町, Kuguno-chō), Kokufu (国府町, Kokufu-chō) en de dorpen Niyukawa (丹生川村, Niyūkawa-mura), Kiyomi (清見村, Kiyomi-mura), Shokawa (荘川村, Shōkawa-mura), Miya (宮村, Miya-mura), Asahi (朝日村, Asahi-mura), Takane (高根村, Takane-mura) en Kamitakara (上宝村, Kamitakara-mura).

## Bezienswaardigheden

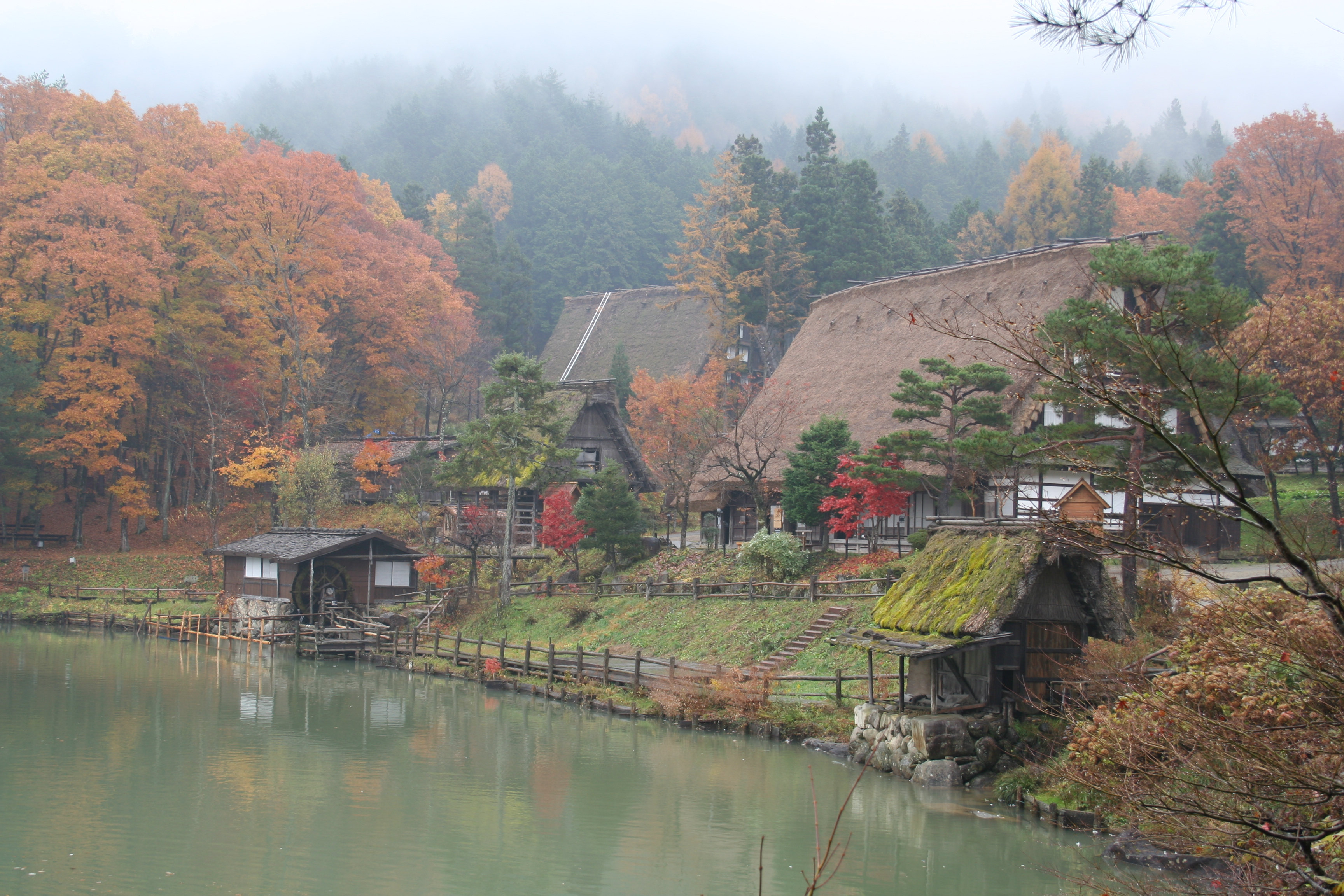
Openluchtmuseum Hida-Takayama

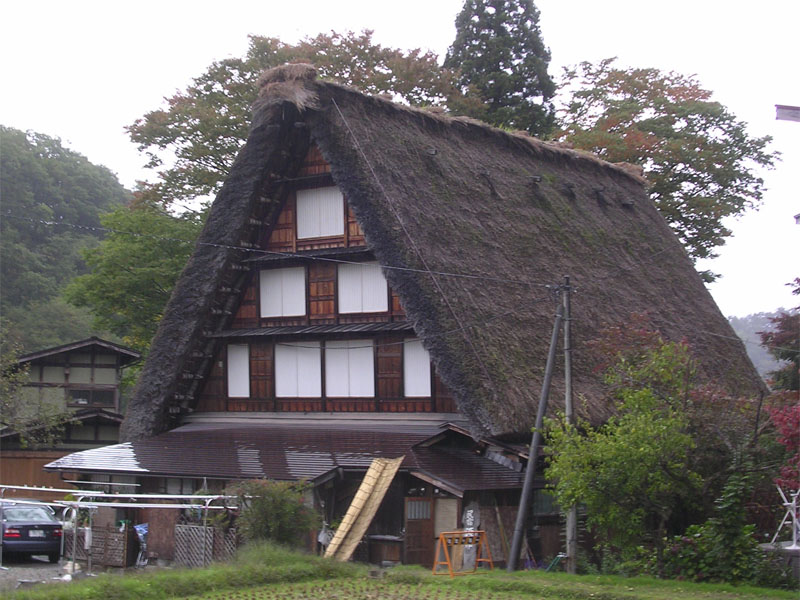
Huis in Ogimachi

- Kamisannomachi is de meest populaire straat van de Sanmachi-dori. In deze straat zijn de tradities en folklore het langst bewaard gebleven en hebben deze nog nauwelijks aan authenticiteit ingeboet. Gebouwen uit de 16e en 17e eeuw (ambachtshuizen waaronder sakebrouwerijen), winkels en herbergen) in de oude stad, Furui Machinami, hebben Takayama de bijnaam 'klein-Kyoto' gegeven.In de straten van Sanmachi-dori, hangen soms grote ronde objecten onder de dakrand van een gebouw. Dit zijn de sakabayashi (sugidama), ballen gemaakt van cederbladeren. Deze worden opgehangen bij sake-brouwerijen om bekend te maken dat er verse sake is gemaakt.[1] Lokale sake wordt in Takayama vervaardigd sinds het midden van het Edo-tijdperk. Deze sake is gezegend met ingrediënten als zuiver water, hoogwaardige rijst en het ideale klimaat. Deze drank wordt overal in het land zeer geprezen. In Sanmachi-dori zijn zeven brouwerijen. Deze brouwerijen zijn te bezoeken en de sake die daar wordt gebrouwen te proeven.
- Het voormalige dorp Ogimachi in Shiragawago werd in 1995 werelderfgoed vanwege de historische huizen en bouwwijze.
- Openluchtmuseum Hida-Takayama.
- Takayama-festival in april en oktober. De praalstukken worden na afloop tentoongesteld in het Takayama Yatai Kaikan.
- Hikaru-museum.
- Sakurayama Nikko Hall, met op 1/10 schaal nagebouwde schrijnen en tempels uit Nikko (met ook de twee door Nederland in 1636 en 1643 geschonken lampions).
- Hida-Takayama museum met een verzameling Jugendstilvoorwerpen.
- De slapende vulkaan Norikura, 3.026m hoog, net oostelijk van Takayama. Een bus rijdt tot vlak bij de top.
- De ochtendmarkt in het centrum langs de Miyagawa.
- Hida-Kokubunji tempel
- Ankokuji tempel en pakhuis uit 1408 behoren tot de oudste gebouwen in Takayama
- De ruïnes van de burcht Matsukura.

## Economie
Naast het toerisme speelt de houtbewerking, vooral de houtsnijkunst, en de machinebouw een belangrijke rol in de economie van Takayama.

## Verkeer
Takayama ligt aan de Takayama-hoofdlijn van de East Japan Railway Company.
Takayama ligt aan de Tōkai-Hokuriku-autosnelweg, de Chubu-Jukan-autosnelweg en aan de autowegen 41, 156, 158, 257, 361 471 en 472.
Shinhotaka Kabelbaan (新穂高ロープウェイ, Shinhotaka Rōpuwei), o.a. naar een kuuroord in de Japanse Alpen.

## Geboren in Takayama
- Kazuyoshi Kaneko (金子 一義, Kaneko Kazuyoshi), politicus van de LDP

## Stedenband
Takayama heeft een stedenband met
- Denver, Colorado, Verenigde Staten, sinds 27 juni 1960,
- Lijiang, Volksrepubliek China, sinds 21 maart 2002.

## Aangrenzende steden
- Gero
- Gujō
- Hakusan
- Hida
- Matsumoto
- Ōmachi
- Ōno
- Toyama